# Archiearis glaucescens
Archiearis glaucescens là một loài bướm đêm trong họ Geometridae.